# Moltopera
A Moltopera egy fiatal zenészeket alkalmazó független magyar operatársulat. Előadásaik célja (a szórakoztatáson túl), hogy közérthető módon, az opera sablonjaitól, sztereotípiáitól mentesen szólítsák meg a műfajtól idegenkedőket is.

## Története

### Megalakulás
"2011 augusztusában én alapítottam meg {Ágoston László, társulatigazgató}. A kezdeményezés célja az, hogy legyen egy társulat, amely minőségi produkciókat hoz létre és inkubátorként működik a fiatal művészek számára. Olyanokkal hoztam létre a társulatot, akikkel emberileg együtt tudok dolgozni és akik művészileg is magas színvonalat képviselnek. Fél év után, a február 15-én megtartott legelső koncertünkkel született meg ténylegesen a társulat."
A teljesen a semmiből, támogatás nélkül született független Társulat alapító tagjai a Zeneakadémián találkoztak egymással. 2011-ben, a diploma után merült fel egy önálló, a közérthetőséget szem előtt tartó Társulat megalapításának gondolata, ami 2011 őszére ért valósággá. Hosszas előkészítő munka után 2012. február 15-én a budapesti Nádor Teremben megtartották a Moltopera bemutatkozó koncertjét, amelyre hetekkel az előadás előtt minden jegy elkelt. A koncert ismétlése (március 11.) is telt házzal ment le. A bemutatkozó koncerten színpadra lépett Göncz Renáta, Gradsach Zoltán, Dani Dávid, Vámosi Katalin, Decsi András, Ágoston László, Kiss András és Sipos Marianna, zongorán kísért Kulcsár Janka, (ők tekinthetők az alapító tagoknak). A bemutatkozó koncert igen jó kritikai fogadtatásra talált, a Fidelio.hu "a társulat, amely <<nagyon opera>>" címmel cikkezett róla.

### Színpadi produkciók
Rögtön a következő koncertjüket már a Művészetek Palotája Nagytermében tartották, az International Artists Managers' Association (IAMA) budapesti kongresszusán, a világ vezető zenei menedzserei előtt adták elő Mozart Don Giovannijából a szextettet.
Ezután kisebb koncertekkel és előadásokkal léptek fel, majd 2012 augusztusában a Sziget Fesztiválon mutatták be Mozart A varázsfuvoláját. 2012 ősze A varázsfuvola jegyében folytatódott, vidéki előadásokkal és november 3-án a Moltopera első egész estés előadásával a Művészetek Palotája Fesztivál Színházában.

### Varázsfuvola! Szeretem!
A főként tradicionális rendezésben gondolkodó társulat első kortárs felépítésű darabjára szintén elővételben kelt el minden jegy. A várakozást fokozta, hogy a rendező Kelenhegyi Olga Sára és a dramaturg Mátrai Diána Eszter Ágoston Lászlóval közös nagyinterjúban jelentette be: "sokaknak fog ez az előadás fájni". A pszichiátriai közegben játszódó, saját prózai betoldásokat és a szimfonikus zenekar helyett ötfős ensemblet felvonultató "Varázsfuvola! Szeretem!" pedig valóban a Moltopera egyik legszélsőségesebben értelmezett előadása lett, főleg a kritikusok körében. Az előadáson számos vendégművész lépett fel, többek közt például az Operaházat is megjárt Kóbor Tamás, ami előrevetítette a Társulat átalakulását.

### A társulati forma átalakulása
2013 januárja óta a Moltopera állandó énekes tagok nélkül, de állandó szakmai stábbal működik. A Pécsi Nemzeti Színházban tartott Bohémélet előadásukon az alapító tagok közül mindössze Sipos Marianna, Kulcsár Janka, Gradsach Zoltán és Ágoston László vett részt. A Társulat profilja eközben ugyanaz maradt: érthetővé és szerethetővé tenni az opera műfaját az idegenkedők számára.

### Nemzetközivé válás - Moltopera Germany

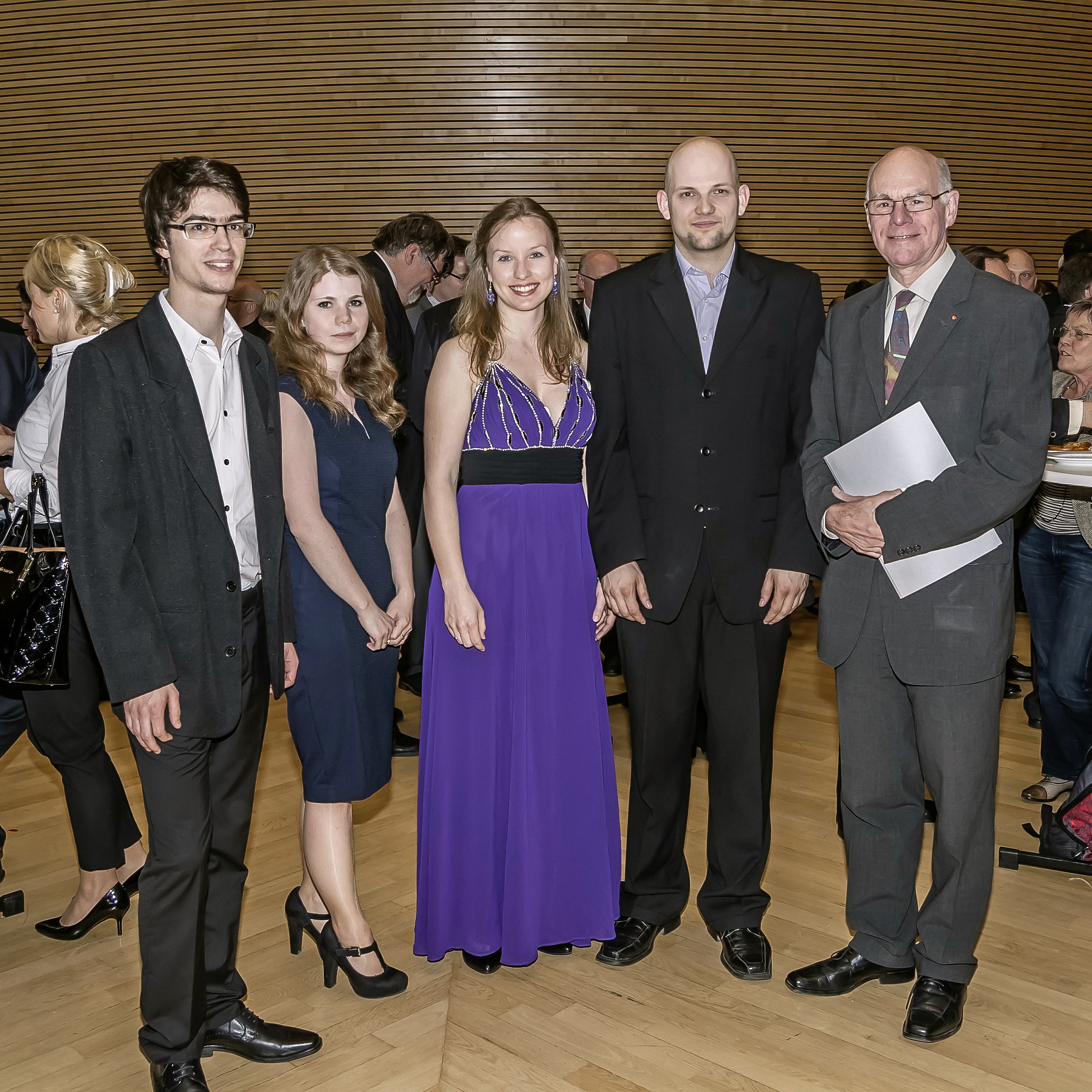
Németország második emberével, Prof. Dr. Norbert Lammerttel a drezdai parlamentben

2014 januárjában alakult meg a magyarországi know-hown és a bevált gyakorlatokon alapuló német testvérszervezet, a Moltopera Germany. A Nils Matthiesen vezette, négy német kulturális menedzser összefogásában alakult csoport 2014 májusában debütált, amikor a drezdai parlamentben léptek fel egy ünnepségen, ahol a Moltopera egyik németországi patrónus, Matthias Theodor Vogt, kapta meg a lengyel becsületrendet. Még ebben a hónapban iskolai edukációs programjuk is bemutatkozott Szászországban, ahol több mint félezer iskolást vezettek be az opera rejtelmeibe.

### A Magyar Állami Operaházban
2014. november 23-án mutatkozik be a Moltopera először a Magyar Állami Operaházban, Joseph Haydn A lakatlan sziget című operájával.

## Ismeretterjesztés
A Moltopera nagy hangsúlyt fektet a szóbeli ismeretterjesztésre is. Ezeken az előadásokon Tőri Csaba karmester, Ágoston László társulatigazgató vagy meghívott zenetudósok vesznek részt és a "fiatalok nyelvén mondják el, miért választja egy huszonéves ember a zenészi pályát". Ezek a szóbeli előadások leggyakrabban egyetemek és gimnáziumokban hangzanak el, de Magyar Dal Napján vagy a Da Vinci Learning Tv-csatorna megrendelésére is készítettek már részeket.

## Idézetek
- "Azoknaknak éneklünk, akik nem szeretik az opera műfaját." (Ágoston László társulatigazgató a Bartók Rádióban, 2012.02.14.)
- "Az opera több, mint gondolnád" (moltopera.hu Archiválva 2012. június 22-i dátummal a Wayback Machine-ben)
- "Célunk, hogy (újra) emberközelivé váljon az opera, a színpadi műfajok királynője."(moltopera.hu Archiválva 2012. június 22-i dátummal a Wayback Machine-ben)
- "Mondják "hibázni emberi dolog". Hibátlannak lenni viszont nem isteni - embertelen."(moltopera.hu Archiválva 2012. június 22-i dátummal a Wayback Machine-ben)
- "Nem tökéletesek akarunk lenni, hanem nagyon szerethetőek"(moltopera.hu Archiválva 2012. június 22-i dátummal a Wayback Machine-ben)